# Alvaro Mosquera Muñoz
Álvaro Mosquera Muñoz (Popayán, Cauca, 5 de enero de 1928 - Bogotá, Colombia, 18 de mayo de 2019) fue un periodista, editor y abogado colombiano, reconocido por haber sido el cofundador y director del Semanario Voz junto a Manuel Cepeda Vargas.

## Biografía
Nació el 5 de enero de 1928 en Popayán, hijo de Abraham Mosquera y Raquel Muñoz, fue parte de la Juventud Comunista Colombiana y miembro del Partido Comunista Colombiano desde el año 1948.
Desde el bachillerato Mosquera se vio sumamente interesado por el marxismo y el marxismo-leninismo pero este se ve reforzado en su época universitaria gracias a profesores como Álvaro Pío Valencia a pesar de estar en tiempos donde liberales y comunistas eran perseguidos. 
Mosquera estudió derecho en la Universidad del Cauca de la cual se graduó en el año 1954. Durante los gobiernos de Mariano Ospina Pérez, Laureano Gómez, Roberto Urdaneta y Gustavo Rojas Pinilla se dedicó a la búsqueda y reclutamiento de nuevos miembros para el partido a pesar del estado de clandestinidad de este en aquellos años. 
En 1957 funda el periódico Voz de la Democracia (posteriormente llamado Semanario Voz) junto a su excompañero Universitario Manuel Cepeda Vargas. 
Tras la caída de Rojas Pinilla, Mosquera es elegido delegado del Partido Comunista, lo que le implica trasladarse a Bogotá y para dedicarse de tiempo completo al partido deja de ejercer su profesión de abogado. Unos años después y siendo una de las principales voces del periodismo de izquierda en Colombia Mosquera representaría al Partido Comunista Colombiano en la Revista Internacional organizada en  Praga en 1974.
Tras décadas de ejercer como director, editor y redactor en múltiples periódicos, revistas y demás, falleció el 18 de mayo de 2023. 

## Familia
En 1954 se casa con Laura Fanny Gallego, con la que tendría 5 hijos, fue intimo amigo de Manuel Cepeda Vargas a quien conoció en la Universidad del Cauca y que sería su compañero en su más importante proyecto periodístico, entre los años 1961 y 1964 viajaría a los países comunistas.